# Массимилиано Сфорца
Массимилиано Сфорца (итал. Massimiliano Sforza) или Эрколе Массимилиано Сфорца (итал. Ercole Massimiliano Sforza; 25 января 1493 — 4 июня 1530) — герцог Миланский в период между оккупацией Милана французскими королями Людовиком XII (1498—1512 годы) и Франциском I (с 1515 года).

## Биография
Старший сын Лодовико Сфорца и Беатриче д’Эсте, получил свое имя в честь союзника отца императора Максимилиана. Когда в 1500 году его отец был разгромлен и пленён Людовиком XII в битве при Новаре, бежал в Германию вместе с младшим братом Франческо. В 1512 году швейцарцы в ходе Войны Камбрейской лиги сделали его номинальным герцогом Миланским, хотя на самом деле продолжали хозяйничать в стране сами.
После разгрома швейцарцев в битве при Мариньяно Массимилиано Сфорца продал свои права на герцогство Франциску I за 30.000 дукатов, умер в Париже в 1530 году.